# Parnassius
Parnassius is een geslacht van vlinders uit de familie van de pages (Papilionidae).

## Ondergeslachten
- Parnassius (Driopa)
- Parnassius (Eukoramius)
- Parnassius (Kailasius)
- Parnassius (Koramius)
- Parnassius (Lingamius)
- Parnassius (Parnassius)
- Parnassius (Sachaia)
- Parnassius (Tadumia)

## Soorten
- Parnassius acco Gray, 1852
- Parnassius acdestis Grum-Grshimailo, 1891
- Parnassius acdestis Grum-Grshimailo, 1891
- Parnassius actius (Eversmann, 1843)
- Parnassius apollo (Linnaeus, 1758) - Apollovlinder
- Parnassius apollonius (Eversmann, 1804)
- Parnassius arctica (Eisner, 1968)
- Parnassius ariadne (Lederer, 1853)
- Parnassius autocrator Avinoff, 1913
- Parnassius behrii Edwards, 1870
- Parnassius boedromius Püngeler, 1901
- Parnassius bremeri Bremer, 1864
- Parnassius cardinal Grum-Grshimailo, 1887
- Parnassius cephalus Grum-Grshimailo, 1892
- Parnassius charltonius Gray, 1852
- Parnassius choui Huang et Shi, 1994
- Parnassius clodius Ménétriés, 1855
- Parnassius delphius Eversmann, 1843
- Parnassius discobolus Staudinger, 1881
- Parnassius dongalaica Tytler, 1926
- Parnassius ehrmanni Ehrmann, 1925
- Parnassius epaphus Oberthür, 1879
- Parnassius eversmanni Ménétriés, 1850
- Parnassius felderi Bremer, 1861
- Parnassius glacialis Butler, 1866
- Parnassius hardwickei Gray, 1831
- Parnassius hide Koiwaya, 1987
- Parnassius honrathi Staudinger, 1882
- Parnassius imperator Oberthür, 1883
- Parnassius inopinatus Kotzsch, 1940
- Parnassius jacquemontii Boisduval, 1836
- Parnassius jezoensis Matsumura, 1919
- Parnassius kiritshenkoi Avinov, 1910
- Parnassius loxias Püngeler, 1910
- Parnassius maharaja Avinoff, 1913
- Parnassius maximinus Staudinger, 1891
- Parnassius mercurius Grum-Grshimailo, 1891
- Parnassius mnemosyne (Linnaeus, 1758) - Zwarte apollovlinder
- Parnassius nomion Fischer de Waldheim, 1823
- Parnassius nordmanni Ménétriés, 1850
- Parnassius orleans Oberthür, 1890
- Parnassius patricius Niepelt, 1911
- Parnassius phoebus Fabricius, 1793 - Kleine apollovlinder
- Parnassius polus Ehrmann, 1917
- Parnassius pythia Roth, 1932
- Parnassius rothschildianus Bryk, 1932
- Parnassius simo Gray, 1853
- Parnassius simonius Staudinger, 1889
- Parnassius smintheus Doubleday, 1847
- Parnassius staudingeri A. Bang-Haas, 1882
- Parnassius stenosemus Honrath, 1890
- Parnassius stoliczkanus Felder, 1865
- Parnassius stubbendorfii Ménétriés, 1849
- Parnassius styriacus Fruhstorfer, 1907
- Parnassius sulphurus Antram, 1924
- Parnassius szechenyii Frivaldszky, 1886
- Parnassius tenedius Eversmann, 1851
- Parnassius tianschanica Oberthür, 1879